# Drinovačko Brdo
Drinovačko Brdo je naseljeno mjesto u općini Grude, Federacija BiH, BiH.
Drinovačko Brdo dvočlani je ekonim sastavljen od pridjeva i imenice povezanih u ekonimsku sintagmu. Pridjev "drinovačko" je u prvome, a imena "brdo" u drugom dijelu sintagme. Toponimski - brdo označava određeno uzvišenje u krškom reljefu. Nazvano je drinovačkim po obližnjem selu i drevnoj mjesnoj Župi Drinovci koja se znatno ranije od samoga Brda neizbrisivo utisnula u crkvenu i kulturnu povijest hrvatskoga naroda, a kojoj Drinovačko Brdo pripada i danas.
Stanovnici ili etnici toga maloga naseljenoga mjesta zapadne Hercegovine Brđani su kojima su Drinovci povijesno i župno središte. Usko su povezani u jedan životni prostor prožet jezikom, kulturom, vjerom, školom, nacijom, običajima, načinom privređivanja i svim drugim obilježjima koja im daju posebnost i vjerodostojnost njihova identiteta.
Kao mjesto vjenčavanja, rađanja i umiranja njegovih žitelja, Brdo se (Bardo, Berdo, Bardo) prvi put službeno, bez pridjeva "Drinovačko", spominje 1826. godine u maticama koje su od 1776. godine vođene u Ružićima, a tek od 1871. u Drinovcima. U prvoj polovici 19. stoljeća Brdo se, primjerice u MKV za Ružiće, katkada spominje i kao dio "parochie" Kozica.
Naziv "Bardo in Drinovczi" spominje se tek 1848. godine, ali u maticama njegov je najučestaliji naziv samo "Brdo". Fra Petar Bakula u Šematizmu iz 1867. godine Brdo spominje kao selo župe Ružići. Navodi osnovne podatke o broju kuća i stanovnika iz 1833. Nakon Drugoga svjetskog rata prema prezimenima i kućnim brojevima Brdu se počinje dodavati pridjev "drinovačko" ili "Drinovačko", pisano velikim slovom. U maticama se uz imena i prezimena Brđana često pojavljuje i polusloženica "Drinovci-Brdo".
Osim toga, službenoga naziva, često se Drinovačko Brdo neslužbeno nazivalo i Kućišće sve do početka Drugoga svjetskog rata, ali i poslije, iako rjeđe. Prvi pronađeni službeni spomen imena Kućište pojavljuje se 1818. godine prigodom upisa nekih Brđana u Matici vjenčanih za Župu Ružiće dok je još bila u sastavu "Provinciae Bosnae Argentinae-Othomaniae". Neki stari zemljovidi i topografske karte, kao i sjećanja starih ljudi, upućuju na činjenicu da se tako prije nazivalo današnje Drinovačko Brdo. Posebice je naziv Kućišće bio uobičajen kod stanovnika Poljica, Kozice, Igrišća, Slivna, ali i drugih Dalmatinaca koji su dolazili u posjet rodbini i prijateljima na Drinovačko Brdo.
Brđani su, osim u Ružićima, dijelom evidentirani i u maticama u Igrišćima, Poljicima i Kozici (npr. Akmadžići, Arambašići, Vranješi, Ravlići i Opačci) jer su na Drinovačko Brdo doseljavali iz tih i okolnih dalmatinskih mjesta. Nerijetko su Brđani pokapani u Drinovcima, Igrišćima, Poljicima, Kozici ili kasnije na Brdu, a da u Ružićima i Drinovcima nisu upisivani u matice rođenih i vjenčanih, nego samo u matice umrlih.
U doba Turaka pa sve do 15. stoljeća duhovna pastva Bosne i Hercegovine, izuzevši trebinjsku biskupiju, vođena je iz franjevačkih samostana. Svaki je samostan imao svoje područje, za koje se brinuo svojim članovima. Drinovci su pripadali od početka 17. stoljeća franjevačkom samostanu u Zaostrogu. U prvome poznatom popisu župa zaostroškog samostana iz 1599. godine, pod veljačkom župom spominje se i Tihaljina. Gotovo je sigurno da su u tom popisu pod Tihaljinom obuhvaćeni Drinovci, Ružići i Grude jer su ta četiri sela kroz cijelo 17. i 18. stoljeće činila samo jednu župu.
Crkvena uprava na području makarske biskupije bila je podijeljena na samostane, a oni pak na župe. Oko 1600. godine na biokovsko-neretvanskom području postojale su velike župe. Župe samostana Imotskog bile su prema nekima Cista, Tribistovo, Vinjani i Tihaljina, a prema drugima Podbila, Gorica, Drinovci i Kamenmost. Župa Drinovci spominje se u izvješću makarskog biskupa fra Bartula Kačića iz 1626. godine. Te su godine Drinovci postali imotskim samostanom. Ona se samo tri godine prije, dakle 1623., kada je objavljen prvi popis hercegovačkih župa, zvala Župa Tihaljina, koja je bez sumnje opsezala i Drinovce.

## Reljef
S ciljem izgradnje Hidroelektrane "Peć Mlini" nedavno su obavljena složena geološka, geofizička, geomehanička i hidrogeološka istraživanja terena na području Drinovaca i Tihaljine, i to na području koje graniči s Drinovačkim Brdom. Zbog velikog broja ponora, odnosno jama i špilja (pećina) na tim lokacijama, ukazala se potreba i za speleološkim istraživanjima. Rezultati istraživanja i dobivene spoznaje važni su za ukupan pregled reljefe i građe tla ovoga dijela Hercegovine kojemu pripada i Drinovačko Brdo.
Drinovačko Brdo pripada krškom reljefu, a područje je većinom izgrađeno krednim vapnencima i dolomitima debljine 3000 metara. Najstarije stijene svijetlosivi su i smeđi vapnenci čije je oblikovanje trajalo od paleozoika do kvartara. Područje oko Drinovaca i Tihaljine s hidrogeološkoga aspekta čine sjeverni dijelovi s jako okršenim stijenama u kojima voda brzo ponire i krška polja (Imotsko-bekijsko polje), što je osnovni preduvjet razvoju poljoprivrede i života u tom kraju zapadne Hercegovine.
Zbog vapnenačkih vodotopivih stijena nastao je vremenom čitav mozaik reljefnih oblika, škrapa ("škripa"), jama (pećina, špilja), kamenica i dolaca (ponikava, "vrtača", "rupina"). To su pusti kamenjari oskudnoga biljnoga i životinjskoga znakovlja pa ga je narod prozvao "ljutim kršom". Elektrifikacijom i plinifikacijom domaćinstava vegetacija malo pomalo osvaja krš i oblikuje brdsko-šumoviti kraj. Jedine obradive površine koje je čovjek oteo kamenu uglavnom su "doci", "rupine" i "vrtače" s plodnom zemljom (uglavnom "crljenicom" / crvenicom/) koje u kišnim godinama izgledaju kao oaze krumpira, blitve, loze, djeteline, a donedavno i duhana. Budući da je teren izrazito krško-vapnenački, to je hidrografski vrlo oskudno područje.

## Klima
Područje Drinovačkoga Brda udaljeno je 15-ak kilometara zračne linije od Jadranskoga mora. Planinski masivi Biokova prirodni su most između zaleđa i mora koji značajno utječu na klimatske prilike u tom dijelu Hercegovine. Biokovo i pripadajući lanci planinskih masiva značajan su ekološki koridor biljnih i životinjskih vrsta od mora prema unutrašnjosti. Zbog svoga prirodnoga položaja Drinovačko Brdo ima obilježja submediteranske klime. Ona ovom, ali i širem području, daje blage odlike tijekom godine, ali katkada, osobito u zimskim mjesecima i obilježja kontinentalne klime s oštrim zimama, ponekad s mnogo snijega i hladnom burom s Dinarida. O jačini bure narod je slikovito znao reći: "I šetka noćas traži svoju mater kako bi se ugrijala."
Prosječna godišnja količina oborina koja za Općinu Grude iznosi 1300 mm, pokazuje da se to područje nalazi u neposrednome primorskom zaleđu. Iz godišnjeg rasporeda padalina izdvajaju se aridni (sušni) ljetni mjeseci (lipanj: 94 mm, srpanj: 35,2 mm, kolovoz: 67 mm) koji pokazuju da u vrijeme proljetnoljetne vegetacijske sezone, za većinu ratarskih (pšenice, ječma, kukuruza) i povrtlarskih kultura (krumpira, blitve, "kupusa" /zelja/) te vinove loze i voćaka (trešanja, višanja, smokava i badema /"bajama"/) vlada suša. U narodu se često govorilo da dvije do tri obilne kiše (od svibnja do srpnja) znače život u ovom kraju.
Temperatura zraka u ljetnim mjesecima zna se popeti i do 40° C. Zimi se temperatura spusti nekoliko stupnjeva ispod ništice, pa se tlo zamrzne. Kada nema padalina, cijela zima ostaje suha i hladna. Izrazito kišno razdoblje praćeno jugom u ovom kraju traje od studenoga do veljače, a katkada i u travnju. Za hladnije zime snijeg se zadržava nekoliko dana, čak i mjeseci. U tom dijelu Hercegovine pogodno vegetacijsko razdoblje traje od kraja veljače do kraja listopada, ponekada i do kraja studenoga ili polovice prosinca. Trajanje vegetacijskoga razdoblja podrazumijeva prosječan broj dana s temperaturom zraka iznad 10° C. Na Drinovačkom Brdu takvih je 200-240 dana godišnje. Također, godišnje je više sunčanih i vedrih dana nego oblačnih pa je izražena insolacija koja omogućava pravodobno sazrijevanje poljoprivrednih kultura (grožđa) iznimne kakvoće.

## Stanovnici Drinovačkoga Brda u popisima pučanstva
Prema popisu "Provincije Bosne Srebrene" iz 1708. godine, u zapadnoj Hercegovini bilo je pet župa:
1. - Mostar
2. - Mostarsko Blato i Mokro
3. - Broćno
4. - Drinovci i
5. - Gorica.

Neko vrijeme sjedište Župe Drinovci nalazilo se u Bilom Polju. Nakon razgraničenja Mlečana i Turaka 1718. godine Požarevačkim mirom, drinovačka župa gubi svoj dalmatinski dio i vezu s imotskim samostalnom, a pripala je samostanu u Kreševu i o njemu je ovisila sve do 1844. godine kada Hercegovačka franjevačka zajednica napušta samostan u Kreševu i povlači se u Hercegovinu među svoj narod. Siromasi bez igdje ičega odlaze u siromašni puk s velikom željom da sagrade crkvu i samostan na Širokom Brijegu.
U popisima katoličkoga puka iz 1743. i 1768. godine, Ružići su dio "parochie" Drinovci (lat. parochie = župa, u doslovnom prijevodu znači kraj ugodan za življenje, no u Katoličkoj se crkvi preuzima kao zajednica vjernika). Tada su Drinovci obuhvaćali cijelu Donju Bekiju, osim Gorice. Drinovci su dugo ostali u tzv. Kreševskoj Hercegovini koja se spominje i 1766. godine, a biskup fra Marijan Bogdanović, apostolski vikar iz Kreševa, posebno se osvrće na Drinovce 1769. godine, godinu dana nakon svoje vitalizacije spomenutom mjestu.
Povijesni izvori i predaje kazuju da se Župa Ružići ubraja među najstarije župe u Hercegovini. Spominje se još u 17. stoljeću, a dostupne matice datiraju tek od 1788. godine, odnosno od 1776. godine, od kada postoji Matica krštenih koja je uništena 1947. godine Širokom Brijegu. Negdje između 1768. godine i 1776. godine drinovački je župnik prenio svoje sijelo iz Drinovaca u Ružiće. To je, prema predaji, učinio zbog turskih progona, a Ružići su bili i na boljem položaju, jer je onuda vodio zgodniji put od Ljubuškoga do Duvna. Kada je 1776. godine apostolski vikar fra Marko Dobretić došao u Ružiće obaviti krizmu, župa se od tada zove Ružići, a ne Drinovci. Andrija Nikić (1971.) navodi da je dotični biskup još 1762. godine obišao Župu Drinovci čije je sjedište bilo u Ružićima.
Godine 1836. Ružići ponovo pravno postaju župom kada se župnik trajno nastanjuje u Ružićima. Od te godine župa ima samo djelomice sačuvane matice. Tadašnja Župa Ružići obuhvaća le današnje župe Ružići, Drinovci, Tihaljina, najveći dio Župe Grude i veći dio Župe Ledinac. Na tom su prostoru tada postojala 22 naselja, 570 obitelji i 3982 stanovnika. Do kraja su stoljeća od matične Župe Ružići nastale župe: Drinovci (1871.), Tihaljina (1889.) i Grude (1895.).
Drinovci su odijeljeni od Župe Ružići 1871. godine kada postaju mjesnom kapelanijom, a dvije godine poslije i župom. Sudbinu Drinovaca slijedilo je i Drinovačko Brdo iz iste župe. Drinovci su danas jedna od pet rezidencija Hercegovačke franjevačke provincije. Danas Župa Drinovci ima oko 2500 stanovnika, što je gotovo polovica u odnosu na tridesetak godina prije. Drinovačku školu 1971. godine pohađalo je 360 đaka, a danas trećina manje. Drinovačko Brdo danas sudjeluje u župi s dvjestotinjak stalnih župljana i svega šestero učenika u mjesnoj četverogodišnjoj osnovnoj školi.

### 1991.
Nacionalni sastav stanovništva 1991. godine, bio je sljedeći:
ukupno: 362
- Hrvati - 361
- ostali, neopredijeljeni i nepoznato - 1

### 2013.
Nacionalni sastav stanovništva 2013. godine, bio je sljedeći:
ukupno: 396
- Hrvati - 393
- ostali, neopredijeljeni i nepoznato - 3

## Zemljopisni položaj
Drinovačko Brdo selo je u Općini Grude koja se nalazi u zapadnom dijelu Hercegovine, Županiji Zapadnohercegovačkoj, u kraju poznatom kao i Bekija. Naziv je nastao iz turske riječi "bekiye" što na hrvatskom znači ostatak. Nekada su ovi dijelovi pripadali Imotskoj krajini iz koje su ponovo izdvojeni razgraničenjem Mlečana i Turaka nakon sklapanja Požarevačkog mira, 21. srpnja 1718. godine. Granica između tadašnje Mletačke Republike (današnje Dalmacije) i Osmanskoga Carstva (današnje Hercegovine) gotovo je ista do danas.
Općina Grude nalazi se na paraleli 43° 22' 6,83'' sjeverne širine (N) i meridijanu 17°25' 12'' istočne dužine (E). Površina Općine Grude iznosi 221km2. Graniči s općinama Ljubuški, Široki Brijeg, Posušje te s Republikom Hrvatskom (granični prijelaz Gorica). Od velikih središta poput Mostara i Splita udaljena je 40, odnosno 100km. Drinovačko Brdo nalazi se na krajnjem, jugozapadnom dijelu Općine Grude ("Bekije''), na granici s dalmatinskom Općinom Imotski. Zemljopisna mu je dužina 17.3088889, a zemljopisna širina 43.3236111. Točnije, nalazi se jugozapadno od župnog središta Drinovaca, iznad prijevoja Žurkovača čije podnožje preko Ploca i brda Petnjika uranja u Imotsko-bekijsko polje. Da bi se stiglo na Drinovačko Brdo, potrebno je ići regionalnom cestom R 421 (Sovići - Drinovci - Tihaljina - Klobuk) iz smjera Gruda i Imotskoga prateći desni odvojak kod drinovačkog groblja "Bartuluša" (43° 21' 38'' N; 17° 24' ''; 382m) i kule "Nuga", preko krivudave, asfaltirane ceste koja prolazi kroz naselje Ploca i prijevoja Žurkovača (43° 19' 57'' N; 17° 18' 38'' E; 489m).
Drinovačko je Brdo cestom udaljeno 22 km od općinskoga središta Gruda, a od župnoga središta Drinovaca 6 km. Putovi s Drinovačkoga Brda vode jugoistočno preko Puteševice do Tihaljine i dalje u Bosnu i Hercegovinu, a jugozapadno od Slivna, Imotskoga i Republike Hrvatske. Prosječna je nadmorska visina Drinovačkoga Brda oko 500 metara, što je 240 metara više od nadmorske visine Imotsko-bekijskoga polja koje leži na 260 metara.

## Povijesne granice Drinovačkoga Brda
S obzirom na zemljopisni položaj Drinovačko Brdo može se smatrati graničnikom ili "mrginjom" između Bosne i Hercegovine i Republike Hrvatske u području Imotske krajine i Bekije. Današnja granična crta između dviju država na tom prostoru utvrđena je 1718. godine, odnosno 1721. godine, tri godine nakon Požarevačkoga mira između Osmanskoga Carstva, Austro-Ugarske i Mletaka. Imotska se krajina do tada prostirala od Klobuka do Roškoga polja, a oslobođena je od Turaka u Malom ratu (1714. – 1718.) između hrvatsko-mletačke i turske vojske.
Novim ugovorom Turaka i Mlečana, Hercegovini su ostale Gornja i Donja Bekija, a ostatak Hercegovine pripojen je Dalmaciji. Granica prema tadašnjoj Turskoj, a današnjoj Hercegovini, morala je biti udaljena od imotske tvrđave za domet topa. Tursku stranu zastupao je Mehmed-efencija Šaba, a mletačku generalni providur Alvise Mocenigo. Konačni dokument o razgraničenju potpisan je 8. listopada 1721. godine. Povlačenje se granice na toj strani, "Linea Mocenigo", oduljilo do 1733., a povučena je granica do danas ostala ista.
Katoličko stanovništvo u Hercegovini očekivalo je da će mletačka vojska nakon osvajanja Imotskoga osloboditi i Hercegovinu. Turci su najbliži dio Hercegovine prema Imotskom uključujući Posušje i Rakitno, prozvali Bekija (ostatak). Bekija se na sjeveru prostire do Mesihovine i Vran planine, a na istoku obuhvaća Kočerin u širokobriješkoj općini. Na jugu je drveni Klobuk te područje do Vojnića i Dola, koji su u sastavu ljubuške općine. Tako je Imotsko-bekijsko polje, jedinstvena zemljopisna i gospodarska cjelina, podijeljeno.
Župe Veljaci i Rastok tvorile su novonastalo zemljopisno područje nazvano "Nahija", (tur. = upravna jedinica). Ovakva podjela područja nastajala je zahvaljujući mjerniku Zavroviću i nekim Mlečanima koji su podmićeni turskim zlatom. Međutim, stanovnici tih prostora ostali su snažno povezani nadajući se ujedinjenju nasilno razdvojenih dijelova Imotske krajine. Pretpostavka za to stvorena je 1878. godine, austrougarskim vojnim zaposjednućem Bosne i Hercegovine, no to se nije ostvarilo.

Ideje o ujedinjenju hrvatskoga naroda na ovim prostorima između Imotskoga i Bekije ponovo su aktualizirane tijekom obrambenog Domovinskog rata (1991-1998). Današnji granični prijelaz iz Bosne i Hercegovine u Republiku Hrvatsku, odnosno od Gruda prema Imotskoj krajini, nalazi se u Gorici, ali i na Drinovačkom Brdom i na Sebišini. Sačuvan je jedan zemljovid iz 1718. koji ima naslov Tloris Imotskog kotara od starine i po ugovoru sa Turskom. Na podlozi s lijeve strane zemljovida nalazi se tekst na talijanskom jeziku pod naslovom Teritorio di Imoschi Dalmato et Ottomano ossia Bekiia, dok je s desne strane hrvatski prijevod: 
"Dalmatinski i turski teritorii Imotskoga ili Bekiia. Dalmatinski teritorija Imotskoga je onaj dio turske pogranične turske linije do brda Biokovo na Makarskom i Omiškom području; turski teritorij Imotskoga ili Bekija je onaj dio koji se od pogranične linije proteže prema sjeveru i istoku. Ova je podjela uslijedila mjeseca kolovoza 1717. godine, kad je Imotski pomoću austro-mletačkih četa bio otet iz turske prevlasti, u kojiem je prilikom iza kako je uslijedilo novo razgraničenje, bivši inženjer Zavrović svojevoljno polovinu teritorija prodao Turcima. Ovaj dio koji obuhvaća sljedeća sela, t.j. Zagorje, Vir, Gradac, Grude, Kočerin, Drinovci, Tihaljina, Tursko Aržano, Turska Vinica, Turske Ričice, Turski Cvitića most, Tursko Posušje i Turska Gorica sačinjavaju Općinu Imotski, nazvano Bekija, koje zemljište posjeduju turske poglavice iz Mostara, Ljubuškoga i Livna; pošto su pak pogranična sela ostala još uvijek u svom prvobitnom postojanju, nastavlja se podržavanjem odnošaja srodnosti zajedničkog suživljenja i zajedničkih interesa između stanovnika Bekije i Dalmatinskog teritorija Imotskoga. Zbog ovih odnošaja, u slučaju kada bi se radi kužne bolesti naoružala granica u susjednoj Ercegovini, to ipak usprkos svoj strogosti higijenskih zakona i vojničkog reda, nikada nije bio zabranjen slobodan saobraćaj stanovnika Bekije i stanovnika Imotskoga. Sve dok Bekija ne bude utjelovljena teritorija Dalmatinskomu Imotskoga i oduzeta od turske prevlasti, ovo stanje prouzrokuje pogibelj, u kojoj će se uvijek da nalazi Dalmatinska pokrajina i austrijska država u slučaju da bi se kuga širila u Bosni i Hercegovini."
Drinovačko Brdo prostire se od sjeveroistoka podnožja prijevoja Žurkovača do jugozapada i same točke graničnog prijelaza prema Republici Hrvatskoj, kod Vuletića kuća, iznad Donjih Vranješa, u cestovnoj dužini od 5,5 km (oko 2,2 km zračne linije), te u smjeru istoka (Milići - Arambašići - Gradina) i zapada (Vlake - Nogali - Bavnjača) zračne linije oko 4,8 km. Najzapadnija točka Drinovačkoga Brda je iznad Nogala na uzvišenju "Bavnjača" (Babnjača). Granična crta Drinovačkoga Brda od Bavnjače se spušta sjeveroistočnom stranom do Vučkova i Burnoga doca, iznad Ploca (Malkanovića - Alerića i Stipića), Brđanskom stranom, sjekući prijevoj Žurkovaču i Pričac, u smjeru Čuturina guvna i Ratušića ograde, cestom iznad Ravlića ograde, prema Milića guvnu, iznad Peći i Crvenih stina (Cvitanjskih stina). Linija se potom penje Milića stranom prema Kadonjači, Gaju i Rapušama do Grada, jugoistočno od Arambašića, a iznad Vekića koji pripadaju susjednoj Tihaljini.
Od jugoistočne točke Drinovačkog Brda granica se dalje spušta u smjeru Selina i Akmadžića pa se penje do Karauzovice (smjer Mijaca u Dalmaciji). Od te točke granična crta s Hrvatskom, preko Akmadžića ograde, ispod Buronje, odnosno Tomasa (Melića), južno od osnovne škole, prema vrhu Zelenike iznad Donjih Vranješa (Runtića), a zatim izravno ispod Vuletića kuća (cestovni granični prijelaz) nastavlja se dalje rubom i vrhom brda Zminac (Zmijac, Zmijinac), preko Karlova guvna i Velikih plitvina, spušta se između Velikoga i Maloga Zminca Vrdoljakovom (Pelivdžića) ogradom i Granića ogradom, ide preko vlake, jugozapadno od Nogalovih kuća, sve do vrha Bavnjače kao najzapadnije točke Drinovačkoga Brda.
Površina Drinovačkoga Brda procijenjena je zemljovidom Općine Grude, a iznosi približno 8,0 km2, što čini oko 3,2 % ukupnoga teritorija Općine Grude (221 km2).

## Zaseoci ("komšiluci") Drinovačkoga Brda
1. Milići - na istočnome dijelu Drinovačkoga Brda, iznad Peći, a ispod Arambašića, na oko 500 metara nadmorske visine i na 43° 19' 56'' sjeverne zemljopisne širine (N) i 17° 19' 12'' istočne zemljopisne dužine (E). U prosincu 2008. godine u Milićima je živjelo 6 ljudi, od kojih troje s prezimenom Alerić, 2 s prezimenom Tomas i samo jedna osoba s prezimenom MIlić.[2]
2. Arambašići - na vrhu brijega često nazivanog Ćukinim brijegom (jer je ondje često bilo mnogo pasa, pas - "ćuko"), uz Veliki Jagodnjak (592 m) na 43° 19' 48'' N; 17° 18' 52'' E. U prosincu 2008. godine u Arambašićima je živjelo 33 ljudi u 9 domaćinstava.[2]
3. Gradina - nekoliko stotina metara zapadno od Arambašića; na Gradini 2008. godine živio samo Franjo Opačak. S Gradine se može promatrati krajobraz, a živopisno izgledaju Drinovci, jezero Krenica, Imotski, Gorica, Sovići, a pogled se pruža sve do Posušja, Gruda, Širokog Brijega i Ljubuškoga. Krška polja, dolci ("doci", ponikve, "vrtače"), brda, udoline, obrađene i neobrađene njive, "zagrađe", vinogradi, šumarci, dalekovodi i ceste koje spajaju brojne zaselke s razbacanim crvenim krovovima pružaju izniman doživljaj.[2]
4. Donja Mala - u udolini između Zminca (Zmijca, Zmijinca) (684 m) s jugozapadne strane, Gradine s istočne, Velike Gomile i Umca (663 m) sa zapadne te Žurkovače sa sjeveroistočne strane Drinovačkoga Brda na 43° 20' 13'' N širine, 17° 17' 55'' E dužine te na prosječnih 551 m nadmorske visine (izmjereno iznad Opačaka u smjeru Vlaka). Čine ju zaselci: 
  1. Opačci - među njima je i po jedna obitelj Vuletića i Arambašića; tamo 2008. godine živi 7 Opačaka, 1 osoba s prezimenom Vuletić i 4 osobe prezimena Arambašić,
  2. Alerići - 27 osoba što ih čini najbrojnijim zaseokom,
  3. Ravlići - 9 osoba,
  4. Vrdoljaci - nekada povelik zaselak, danas samo 10 ljudi. Donjoj Maloj pripada i obitelj Roso (Ćipina) koju čine dvije osobe. Njihova se kuća nalazi uz glavnu cestu i Brljevu gomelu.[2]
5. Gornja Mala - u središtu Drinovačkoga Brda, između Zminca sa zapadne strane te Gradine i Jagodnjaka sa sjeveroistočne strane. Sa sjeverne strane povezana je cestom s Donjom Malom, a s južne strane s Buronjom. Jedan odvojak te ceste od osnovne škole vodi prema graničnom prijelazu s Republikom Hrvatskom do Donjih Vranješa, a drugi preko Buronje i Akmadžića prema Puteševici i dalje prema Tihaljini. Gornju Malu čine zaseoci Kurtovići i Rose. Tu je smještena i brđanska Crkva sv. Ante. U Kurtovića zaselku u prosincu 2008. godine živjelo je 15 osoba u 7 domaćinstava. U zaselku Rose živjelo je 19 osoba u 5 domaćinstava, od čega 6 u domaćinstvu prezimena Tomas.[2]
6. Vlake: Vrdoljaci i Nogali - najzapadniji zaselak Drinovačkoga Brda prema Dalmaciji (prijevoj: 564 m; 43° 20' 31'' N; 17° 17' 5'' E), gdje su živjeli mnogobrojni Vrdoljaci i Nogali, a 2008. Iva Vrdoljak, pok. Ante Pelivdžića, dok u Nogala ne živi stalno nitko. Zapadno od njih dominira brdo Bavnjača (Babnjača, 692 m), odakle se vidi Imotska krajina.[2]
7. Donji Vranješi - na južnom dijelu Drinovačkoga Brda, prema Slivnu u Dalmaciji, nalazi se Buronja. U zapadnom dijelu Buronje, iznad Osnovne škole Antuna Branka i Stanislava Šimića (područni odjel), nalazi se zaselak Donji Vranješi (Tomasi - Runtići) na 43° 19' 11'' N širine; 17° 18' 0'' E dužine te na 447 metara nadmorske visine. Godine 2008. u zaselku je živjelo 12 osoba u 5 domaćinstava. 2 se prezivaju Tomas, 2 Vranješ, a 1 Alerića, koja živi u školskoj zgradi.[2]
8. Tomasi (Melići) i Arambašići - prema Puteševici i Tihaljini uz cestu preko Donje Buronje nalaze se Melići čije je prezime Tomas. Godine 2008. bilo ih je ukupno 14 u 6 domaćinstava. U njihovoj je blizini velika obitelj Arambašić koja ima 20 članova u nekoliko domaćinstava. Vlasnici su sušionice pršuta (Bajo d.o.o.).[2]
9. Akmadžići - na južnom dijelu Drinovačkoga Brda prema Puteševici, Vekićima i Selinama smjestio se zaselak Akmadžići (43° 19' 3'' N; 17° 18' 28'' E; 42 m). Granično su područje Drinovačke župe s Tihaljinom i Mijacama. Godine 2008. živjelo je 17 osoba s prezimenom Akmadžić u 6 domaćinstava i 2 osobe u 1 domaćinstvu prezimena Vrdoljak.[2]

## Pastoralni rad župe
Mnoštvo je svećenika koji su svoj dio pastoralnoga rada i života posvetili Rimokatoličkoj župi Drinovci i njezinim župljanima pa tako i Drinovačkom Brdu koje je dio te stare župe. Tijekom stoljeća svećenički je, duhovni i vjerski rad na ovim prostorima prilagođavan uvjetima života i duhu vremena. Njihova je baština sačuvano i produbljeno kršćanstvo župe. Svećenici i njihov pastoralni rad koji su pružali vjernicima odigrali su važnu ulogu u životu velike većine mještana.
Popis imena upravitelja drinovačke župe s dodatkom drugih svećenika (1957. – 2007.) koji su bili vezani uz Drinovačko Brdo od kada je na njemu podignuta Crkva sv. Ante:
| Ime i prezime         | Godina |
| --------------------- | ------ |
| Fra Paškal Buconjić   | 1871.  |
| Fra Mijo Bozić        | 1874.  |
| Fra Stjepan Naletilić | 1881.  |
| Fra Filip Čuturić     | 1883.  |
| Fra Vladislav Biško   | 1888.  |
| Fra Blaž Jerković     | 1888.  |
| Fra Stanko Kraljević  | 1902.  |
| Fra Vjenceslav Bašić  | 1904.  |
| Fra Silvestar Vasilj  | 1911.  |
| Fra Božo Ostojić      | 1912.  |
| Fra Veselko Milas     | 1916.  |
| Fra Ilija Rozić       | 1921.  |
| Fra Darinko Brkić     | 1927.  |
| Fra Anzelmo Slišković | 1929.  |
| Fra Mate Čuturić      | 1929.  |
| Fra Serafin Dodig     | 1931.  |
| Fra Vale Zovko        | 1932.  |
| Fra Nikola Ivanković  | 1934.  |
| Fra Milivoj Bebek     | 1937.  |
| Fra Julije Kožul      | 1941.  |
| Fra Ratimir Kordić    | 1944.  |

Od 27. rujna 1949. godine do 17. ožujka 1950. godine Župa Drinovci bila je bez župnika.
| Ime i prezime          | Godina         |
| ---------------------- | -------------- |
| Fra Filip Sivnić       | 1950.          |
| Fra Alfonzo Jukić      | 1958.          |
| Fra Ferdo Vlašić       | 1964.          |
| Fra Žarko Ilić         | 1967.          |
| Fra Vitomir Musa       | 1970. – 1980.  |
| Fra Dobroslav Begić    | 1980. – 1991.  |
| Fra Ante Pranjić       | 1980. – 1981.  |
| Fra Ivan Boras         | 1981. – 1983.  |
| Fra Vlado Buntić       | 1981. – 1988.  |
| Fra Mariofil Perić     | 1983. – 1985.  |
| Fra Krsto Ravlić       | 1985. – 1990.  |
| Fra Vendelin Karačić   | 1988.          |
| Fra Krsto Ravlić       | 1991. – 2001.  |
| Fra Nikola Spužević    | 1990. – 1991.  |
| Fra Ante Pranjić       | 1991. – 1995.  |
| Fra Ljubo Vlašić       | 1992. – 2000.  |
| Fra Željko Grubišić    | 1995. – 2005.  |
| Fra Vinko Mikulić      | 2000. – 2005.  |
| Fra Ante Marić         | 2000. – 2005.  |
| Fra Robert Crnogorac   | 2005. – 2007.  |
| Fra Stjepan Neimarović | 2005. – 2009-. |
| Fra Stanko Mabić       | 2007.          |
| Fra Ivan Boras         | 2009.          |

## Prvi svjetski rat (1914. – 1918.)
Nakon što je 28. lipnja 1914. godine u Sarajevu ubijen austrijski prijestolonasljednik, nadvojvoda Franjo Ferdinand, našao se jak povod za Prvi svjetski rat. Austro-Ugarska je kažnjenički i u skladu s međunarodnim pravom napala Srbiju te Crnu Goru, a zatim se rat proširio diljem Europe. U rat su bili podignuti svi zdravi muškarci od 19. do 50.-e godine. Kod kuće su ostale žene, djeca i bolesni. Vojska je za svoje velike potrebe prisilno po najnižim cijenama uzimala sve konje, volove, kola, sitnu stoku, žito, brašno, krumpir itd. Vrlo malo ostajalo je ljudima za svagdašnje preživljavanje. Dok su Hercegovci ginuli na bojišnicama, dotle su njihove žene, djeca i roditelji umirali od gladi. Državna je pomoć namjerno zaobilazila Hercegovinu jer se tvrdilo da je daleko. Narod je skupljao korijenje od paprati. Gulila se kola s drveća, pa sušila i ukrupno mljela da bi se miješala s brašnom, a od toga se pekao "kruh" koji je izazivao grčeve u želucu. Kruh se mijesio od dračinih grkih plodova, lozova dropa, sirka ili prosa, a gladna djeca dobivala su pokoju žlicu kašice. Kuhao se kozlac i razne trave, a koliko je bilo gladi jada i bijede, vidljivo je iz zapisa drinovačkoga župnika, fra Srećka Škorputa:
"Narod ove drinovačke župe i cijele Bekije, danas se nalazi u skrajnosti. Kao u jesen, kad lišće s gore pada, tako i ovaj narod umire od gladi. Vas je gotovo narod u rasulu. Grozne su to muke... Drop, kora od kljenovine i šišarice (tj. sjeme od divlje drače) melje se i jede. Narod nije u stanju ni iz kuće izaći od gladi. Ja dijelim i mučim se, ali nemam šta."
U godinama gladi od 1915. do 1918. godine, prema franjevačkim statistikama, u 19 hercegovačkih župa umrlo je 325, a najviše umrlih, 208, bilo je 1917. godine. Od gladi je u drinovačkoj župi, kojoj pripada i Drinovačko Brdo, 1917. godine umrlo 49 ljudi, a 1918. godine 25 ljudi, ili ukupno 74. Bilo je to najviše umrlih od gladi u 19 hercegovačkih župa. Drinovci su 1917. godine imali 3374 katolika. Umiralo se i od srdobolje, sušice, prehlade grla, plućnih bolesti i sl. Bilo je to vrijeme iznimno burnih ratnih događanja u uništenoj Europi koji su se strašno reflektirali i na siromašne hercegovačke krajeve. Pojedini su mještani Drinovačkoga Brda završili i u talijanskim koncentracijskim logorima, a poznata je bila i njihova izreka da bez ruma nema šturuma. Odnosno, talijanska je vojska bila vojno nadmoćna i stoga bi Hercegovci koji su, malobrojni, odlazili u boj, prije pili ruma ne bi li skupili hrabrosti za odlazak u vrlo izvjesnu smrt.

## Kraljevina SHS (1918. – 1929.) i Kraljevina Jugoslavija (1929. – 1941.)
Za vrijeme Kraljevine Srba, Hrvata i Slovenaca, kao i za Kraljevine Jugoslavije, Drinovačko je Brdo administrativno pripadalo Drinovcima koji su bili općinsko središte u tadašnjem Ljubuškom kotaru. Žandarmerijska postaja bila je smještena u Tihaljini, a pokrivala je dobar dio Općine Drinovci. Čak su i seoski šumari i poljari bili njihovi doušnici. Sve ustanove u Hercegovini, kao i drugdje, bile su pod srpskim nadzorom. Narod zapadne Hercegovine nije bio odan novoj vlasti koja nije imala ni sluha ni razumijevanja za njegove potrebe. Čak su prozivali i svećenike da su nemarni u odgoju mladeži, no poneki su i svećenici surađivali s vlasti. Bilo je slučajeva da se vojni obveznici nisu htjeli odazvati na vojne vježbe, pa se tako iz Ljubuškog kotara 1919. godine nije odazvalo 250 mladića, rođenih 1895. godine, i 90 koji su rođeni 1896. godine. Narod je bio nezadovoljan jer se u isto vrijeme nisu pozivali regruti iz Dalmacije i istočne Hercegovine, pa je bilo puno vojnih bjegunaca regruta i pričuvnih obveznika koji su se krili od žandara. Nije se smjelo govoriti ništa protiv Karađorđevića, a strogo se kažnjavao i šverc duhanom.
Kada su narod i hrvatski političari shvatili da su naivno zavedeni srpskim prijevarama te da su olako ušli u državnu tvorevinu sa Srbima, počeli su se otvoreno opirati tom režimu. Narod je u početku potiho, a zatim zanosno simpatizirao Stjepana Radića i Hrvatsku pučku seljačku stranku, odnosno Hrvatsku republikansku seljačku stranku te Hrvatsku seljačku stranku. Obilazio je sve hrvatske krajeve, najviše sela, i svojim vatrenim govorima budio narodnu svijest u borbi za samostalnost Hrvatske. Radićeva je stranka na izborima za Ustavotvornu skupštinu 1920. godine dobila najviše glasova u Ljubuškom kotaru. U Ljubuškom kotaru od 9600 glasača HPSS dobila je 3861 glas, Hrvatska težačka stranka 3013 glasova, Jugoslavenska muslimanska organizacija 566 glasova, Komunistička partija 509 glasova, radikali 53 glasa, demokrati 28 glasova, socijaldemokrati 17 glasova i dr. I kasnije je Radićeva stranka, pod nazivom Hrvatska republikanska seljačka stranka (1925.) i kao Hrvatska seljačka stranka (1927.) na izborima za narodne zastupnike u Skupštini Kraljevini SHS odnijela pobjede i u Drinovcima, kao i u svim drugim mjestima zapadne Hercegovine.

## Banovina Hrvatska
Nakon što su u beogradskoj skupštini 20. lipnja 1928. srpski krvnici ubili predsjednika HSS-a, Stjepana Radića, i ranili hrvatske narodne zastupnike, kralj Aleksandar Karađorđević zaveo je tzv. Šestojanuarsku diktaturu 1929. godine. Hercegovina je ušla u sastav Primorske banovine sa sjedištem u Splitu. Na izborima 1931. godine narodu je podmetnuta samo jedna zemaljska lista s generalom Petrom Živkovićem, pa su ti zarezi u Primorskoj banovini uglavnom bojkotirani. Glasovalo je 34,41 % birača. Na izborima 1935. godine pobijedila je lista dr. Vladka Mačeka i njezin kandidat za drinovački kraj – dr. Bariša Smoljan. Nakon sporazuma predsjednika Vlade Kraljevine Jugoslavije Dragiše Cvetkovića i hrvatskoga vođe Vladka Mačeka (1939. godine), zapadna Hercegovina zajedno se s Primorskom i Savskom banovinom, kotarima Dubrovnik, Šid, Ilok, Brčko, Derventa, Gradačac, Travnik i Fojnica našla u Banovini Hrvatskoj. Iz navedenih kotara izdvojene su neke općine i sela bez većine hrvatskoga pučanstva. Banovinom je uz pomoć bana trebao formalno upravljati kralj, ali dobila je svoju financijsku samostalnost.
Sudske su se presude i rješenja i dalje donosili u ime kralja, ali na temelju zakona. Narod se malo oslobodio od “srpske čizme“. Život je postao snošljiviji jer nije više bilo groznih “batinjanja“ i proganjanja nevinih ljudi. Živnulo je i gospodarstvo. Duhan se bolje plaćao pa je narod počeo graditi kuće, probijati ceste, tunele itd. Sve je to kratko trajalo jer je uskoro stigao Drugi svjetski rat. Katolička je crkva u Bosni i Hercegovini među dvama svjetskim ratovima, u vrijeme kralja Aleksandra, bila u vrlo teškom položaju. U Hercegovini, koja se prostirala na 12 229 km2, postojale su 63 župe razdijeljene u 10 dekanata, 50 crkava i 386 kapelica. Broj vjernika se do 1941. godine popeo na više od 190 000, a među njima je djelovalo 150 franjevaca i 32 dijecezanska svećenika. Pored franjevačkoga samostana na Širokom Brijegu iznimno je uspješno radila franjevačka gimnazija, a postojalo je i franjevačko sjemenište te konvikt za đake. U mostarskom samostanu bila je smještena franjevačka bogoslovija gdje su se spremali budući članovi hercegovačke franjevačke provincije. Franjevci su se bavili i intelektualnim radom te tiskali mjesečnik Kršćanska obitelj.
Ustaški je pokret vodio žestoku kampanju protiv Hrvatske seljačke stranke i njezina vodstva jer je sklopila „izdajnički“ sporazum s gramzljivim i prijetvornim Srbima. Isticali su gubitak velikoga dijela Bosne i Hercegovine koja je u povijesti pripadala srednjovjekovnom hrvatskom kraljevstvu i na čijem je teritoriju, prije turskoga osvajanja, živio isključivo hrvatski narod. Neprijeporno je hrvatski narod želio što hitnije oslobođenje od strašne srpske hegemonije i stvaranje vlastite nezavisne države, kojoj su se nadali svi hrvatski naraštaji koji su osjetili patnju i muku života sa Srbima.

## Drugi svjetski rat i poraće
Drinovci su bili Općina za vrijeme Nezavisne države Hrvatske. Proglašenjem Nezavisne države Hrvatske cijeli hercegovački hrvatski narod doživio je ovaj događaj kao uskrsnuće hrvatske države, no ubrzo je osjetio sve tragične posljedice odnosa jugoslavenske vojske i srpskog pravoslavnog stanovništva prema hrvatskom narodu. Oružana pobuna u Mostaru i drugim dijelovima Hercegovine protiv nove političke stvarnosti donijela je velike i nevine hrvatske žrtve.
O srbočetničkim se “partizanskim” zločinima u poraću nije smjelo glasno govoriti sve do 1990. godine. Osvete su bile krvave, a o tim je vremenima puno toga napisano i ispričano.
Narod je tijekom Drugog svjetskog rata bio podijeljen između partizana i ustaša te domobrana. Mnogi su htjeli ostati neutralni jer nisu bili sigurni tko će dobiti rat. No svi su bili jedinstveni u želji da se rat okonča. Partizani su se nakon pada NDH osvećivali narodu koji je bio u ustašama i domobranima. Godine 1944. mučki je ubijen partizanskim metkom iz Petnjika nevin čovjek, Lukan Glavaš Kugić, a noć prije njegova ubojstva tragično su život izgubili Vlado Vrdoljak te njegov otac Antiša i mladi šurjak. Oni su nakon partizanskoga napada bježeći automobilom iz Peći naletjeli na dvije zasjede koje su uspješno prošli, a na trećoj, koja je bila u Nezdravici, zaustavljeni su partizanskom pucnjavom. Ostali su zarobljeni u automobile koji se zapalio, a u njemu su se, navodno, čuli jecaji do zore. U Peći je poginuo i poslovođa Ivan Vukelić pod nepoznatom okolnostima u vrijeme ratnoga vihora. Partizani su u noći godine 1942. napali ustaše koji su tada stanovali u Peći. Zapovjednik im je bio Dane Miloš. Na portalu tunela te je noći bila uključena rasvjeta i Vukelić je išao ugasiti svjetlo. Kada se vraćao, desetak koraka od stana gdje je živio, rafalno je pogođen po rebrima. Žena ga je živoga odnijela u pećinu, no podlijegao je ranama.
Osim nasilja i ubojstava, partizani su sijali strah i “noćnim ekonomskim akcijama” odvodeći ljudima sitnu i krupnu stoku u Biokovo gdje im je bila baza. Ustaše su se protuakcijama osvećivali njima što se smjenjivalo danima i noćima. Vrlo agresivni po Hercegovini bili su dalmatinski partizani koji su nosili kapu s tri roga.
Godine 2014. Vlado Bogut i Ljubo Leko izdaju "Grudski žrtvoslov - Drugi svjetski rat i poraće" u kojemu podrobno, po prvi put, popisuju sve žrtve Drugoga svjetskog rata i poraća stradalih u Općini Grude. Od 1301 žrtve umrle nasilnom smrću 702 umrle su ili nestale na Križnom putu što čini 54% svih smrtno stradalih. Dakle, da se nije dogodio Bleiburg broj bi žrtava bio više nego upola manji. Sve su žrtve hrvatske nacionalnosti i katoličke vjeroispovijesti, a s Drinovačkoga Brda bilo ih je 48. One su redom:
1. Akmadžić, Andrija (rođen 18. lipnja 1922.), Ustaška vojnica, nestao na Križnom putu
2. Akmadžić, Ante (Kužar, Matušev) (rođen 29, svibnja 1908.), Ustaška vojnica, ubijen od partizana 1944. u Grabovu Vrilu kraj Ljubuškog
3. Akmadžić, Ante (rođen 1928.), Ustaška vojnica, nestao na Križnom putu
4. Akmadžić, Ante (Lukasović) (rođen 19. srpnja 1922.), Ustaška vojnica, zarobljen u borbama s partizanima, bačen u Markovića jamu na Podima kraj Trilja
5. Akmadžić, Dragan (rođen 28. veljače 1924.), Ustaška vojnica, Poglavnikov tjelesni sdrug, nestao na Križnom putu
6. Akmadžić, Jerko (Gadžin) (rođen 23. srpnja 1920.), Ustaška vojnica, nestao na Križnom putu
7. Akmadžić, Ljubo (Cukan, Lukasović) (rođen 23. siječnja 1925.), Ustaška vojnica, Poglavnikov tjelesni sdrug, obolio tijekom službe i umro na Drinovačkom Brdu
8. Akmadžić, Vladislav (Vlado) (rođen 19. prosinca 1921.), Ustaška vojnica, Crna legija, nestao na Križnom putu
9. Alerić, Ante (Rnjica) (rođen 11. rujna 1914.), Ustaška vojnica, nestao na Križnom putu
10. Alerić, Ivan (Šešo, Kejić) (rođen 7. prosinca 1899.), Ustaška vojnica, nestao na Križnom putu 1945. likvidacijom od strane partizana
11. Alerić, Jozo (Joko, Jobinov, Baletić) (rođen 1922.), Oružane snage NDH, nestao na Križnom putu
12. Alerić, Jozo (Jobina, Baletić) (rođen 7. veljače 1902.), Ustaška vojnica, ubijen 1942. u Gakovu te potom bačen u bunar
13. Alerić, Krešimir (Krešo) (rođen 23. kolovoza 1929.), (rođen 23. kolovoza 1929.), partizan, ubijen od strane partizanskoga druga tijekom čišćenja naoružanja
14. Alerić, Marko (rođen 3. listopada 1914.), Ustaška vojnica, nestao na Križnom putu
15. Alerić, Mihovil (Mijo, Kejin) (rođen 16. rujna 1922.), Ustaška vojnica, Poglavnikov tjelesni sdrug, nestao na Križnom putu
16. Alerić, Nedjeljko (Nedo, Nediljko, Jobinov, Baletić) (rođen 11. rujna 1924.), domobran, nestao u ratu
17. Alerić, Vinko (Vinkan) (rođen 22. ožujka 1924.), Ustaška vojnica, Crna legija, nestao na Križnom putu
18. Alerić, Zoro (rođen 30. rujna 1922.), borac Narodnooslobodilačkog rata, teško ranjen 1945. u sukobu s kamišarima, podlijegao ranjavanju 4. prosinca 1945. u Mostaru
19. Arambašić, Jozo (Golub) (rođen 2. srpnja 1913.), civil
20. Arambašić, Marko (23. ožujka 1914.), civil
21. Kurtović, Frano (Ivkin) (rođen 30. rujna 1925.), borac Narodnooslobodilačkog rata, poginuo 1944. u oružanom sukobu kraj Batine u Baranji
22. Kurtović, Ilija (Juranović) (rođen 21. studenog 1917.), Ustaška vojnica, Poglavnikov tjelesni sdrug, ustaški poručnik, nestao na Križnom putu
23. Kurtović, Mirko (Rosušin) (rođen 27. rujna 1919.), Ustaška vojnica, zarobljen u borbama s partizanima, bačen u Markovića jamu na Podima kraj Trilja
24. Kurtović, Petar (Pere) (rođen 9. svibnja 1914.), domobran, poginuo u oružanim sukobima s partizanima 1. siječnja 1944.
25. Kurtović, Stanko (Naće, Juranović) (rođen 4. travnja 1920.), domobran, zarobljen na Križnom putu i nakon koncentracijskih logora bolestan se vraća kući, krhka zdravlja umire 28. prosinca 1949. na Drinovačkom Brdu
26. Kurtović, Stipan (Stipe, Đero) (rođen 30. srpnja 1903.), Ustaška vojnica, dragovoljac, odveden krajem rada od partizana u mostarski zatvor, strijeljan 9. listopada 1945.
27. Milić, Ante (Antić, Stipišin) (rođen 21. siječnja 1910.), ustaša, ubijen od partizana pod nepoznatim okolnostima 1943. u Kozičkim Poljicama, prije smrti teško mučen, tijelo mu je spaljeno
28. Milić, Ivan (Ika) (rođen 30. srpnja 1913.), civil
29. Milić, Jerko (rođen 22. svibnja 1919.), Ustaška vojnica, nestao na Križnom putu
30. Nogalo, Stjepan (Stipe, Stipan, Levan, Ćelin) (rođen 23. svibnja 1915.), Ustaška vojnica, Nestao na Križnom putu
31. Opačak, Jozo (rođen 17. kolovoza 1913.), Ustaška vojnica, dok se brijao ubijen smrtonosnim hitcem kroz prozor svoje obiteljske kuće u Gornjim Vrelima u sjevernoj Bosni
32. Roso, Dragan (Dragutin, Drago, Karlo, Bracelić) (rođen 23. srpnja 1920.), Ustaška vojnica, Poglavnikov tjelesni sdrug, poginuo u oružanom sukobu s partizanima 1943.
33. Roso, Ivan (Iko, Milušić) (rođen 22. rujna 1924.), Ustaška vojnica, Poglavnikov tjelesni sdrug, zarobljen u borbi s partizanima i bačen u Markovića jamu kraj Trilja
34. Roso, Jerko (Jobčev) (rođen 21. srpnja 1926.), domobran, nestao na Križnom putu
35. Roso, Marijan (Paškić) (rođen 27. srpnja 1922.), Ustaška vojnica, poginuo u oružanom sukobu s četnicima 10. listopada 1942.
36. Roso, Stipan (Stjepan, Švabo) (rođen 22. travnja 1923.), Ustaška vojnica, Poglavnikov tjelesni sdrug, ubijen na Križnom putu kraj Gline, za grob mu se ne zna
37. Roso, Stipe (Stjepan, Stipan, Bracelić) (rođen 2. kolovoza 1910.), oružnik, kamišar, ubijen od OZNE, posljednji put viđen u zatvoru Ćelovina u Mostaru, za grob mu se ne zna
38. Roso, Stipe (Stjepan, Stipan, Juričić) (rođen 28. studenoga 1921.), Ustaška vojnica, vodnik, partizani ga ubili kao kamišara 25. siječnja 1945.
39. Roso, Vinko (Bracelić) (rođen 1. lipnja 1918.), civil, Vlada NDH, nepoznata osoba (OZNA ili UDBA) ga je nakon rata dočekala na željezničkoj postaoji i isprebijala tupim predmetom, od posljedica umire 1958. u zagrebačkoj bolnici
40. Tomas, Ante (rođen 21. prosinca 1920.), Ustaška vojnica, Crna legija, nakon zarobljavanja sudi mu se na Vojnom sudu u Šibeniku zbog sudjelovanja u OS NDH, osuđen na 12 godina robije, u pokušaju bijega iz Lepoglave ubijen 1947. i pokopan u zatvorskom groblju
41. Tomas, Jela (djevojački Vranješ, ž. Matina) (rođena 26. studenoga 1917.), civil, mučena od strane partizana zbog pomaganja ustašama; ne zna se tko su bila dvojica u vojnim odorama koji su ju ubili 1947.
42. Tomas, Jerko (Ćurduljić) (rođen 27. prosinca 1919.), Oružane snage NDH, nestao na Križnom putu
43. Tomas, Mladen (Vlado) (rođen 3. travnja 1920.), Oružane snage NDH, nestao na Križnom putu
44. Vranješ, Anica (rođena 1898.), civil, majka desetero djece, ubijena 11. veljače 1943. u mrtvoj straži od strane crnogorskih četnika
45. Vrdoljak, Mirko (Mirđan) (rođen 12. travnja 1919.), Ustaška vojnica, kamišar, ubijen od partizana 25. siječnja 1945. na lokalitetu Ravina (Ravna) Stanina u Opačkovoj ogradi
46. Vrdoljak, Stjepan (Stipe, Zvirota) (rođen 16. rujna 1914.), Ustaška vojnica, nestao u ratu početkom 1942.; vjerojatno prva žrtva Drugoga svjetskoga rata s Drinovačkoga Brda
47. Vuletić, Mate (Matuka, Bukin) (rođen 4. srpnja 1916.), vodnik talijanske vojne policije na Drinovačkom Brdu, kasnije Ustaška vojnica, nestao na Križnom putu kraj Požege

## Domovinski rat
Mnogobrojni žitelji Drinovačkoga Brda sudjelovali su u Domovinskom ratu.
Prvi zapovjednik voda s Drinovačkog Brda bio je Viktor Alerić koji je Brđane vodio sve do proljeća 1993. godine. Od proljeća 1993. godine do 1. srpnja 1994. godine zamijenio ga je Nedjeljko "Neđa" Roso nakon čega je premješten u Ured za obranu u Grudama gdje je nastavio raditi. Brđanski je vod u početku pripadao II. bojni općinskog stožera, a kasnije je ustrojen u 4. brigadu "Stjepan Radić" te potom u 6. brigadu vitez Ranko Boban. Na kraju su Brđani pripadali 40. domobranskoj bojni Viteza Ranka Bobana - Grude.
Brđani 4. listopada 1991. godine prvi puta organizirano odlaze na dubrovačko ratište, u Ston, selo Čepikuće. Pridružuju im se i hercegovački borci iz inozemstva. Po selu su bile organizirane straže i dežurstva. Prvi masovniji odlazak Brđana na bojišta bio je u proljeće 1992. godine, a išlo se u Slipčiće, Krivodol i Tepčiće kod Mostara.
Nakon toga slijede bitke na Kupresu, od 3. – 10. travnja 1991. godine. U tom ratnom pohodu iz Općine Grude nestalo je deset mladića od kojih se još šestorica vode kao nestali.
Poslije Kupresa u lipnju, srpnju i kolovozu 1992. godine Brđani su na bojišnicama u Ravnom, potom u selu Gubavica, jugoistočno od Mostara. U jesen 1992. godine kratko su držali položaje na Buni.
Od rujna 1992. do lipnja 1993. godine branili su položaje na Golom Brdu i Rujevu Dolu. U lipnju je bila opća mobilizacija u Grudama pa je 30. lipnja 1993. godine pun autobus Brđana otišao u Vrda (Drežnica iznad Mostara) na prvu crtu obrane prema Muslimanima. U podnožju Čabulje su, s povremenim odlascima kući, ostali sve do kraja 1993. Početkom 1994., sve do travnja držali su poloćaje na Rosnim Poljima i Čabulji. Ratni ih je put i ratne prilike doveo dalje od Rotimlja u istočnoj Hercegovini gdje su ratovali od travnja do kraja 1994. godine.
U ljeto 1995. godine branili su strateške točke na Glamoču i Grabovu, a neki su bili u Vakufu (Bokševica) i Livnu.
Na Glamočkom bojištu, 21. kolovoza 1995. godine, Srbi su zarobili skupinu Gruđana među kojima su bili i Brđani Jozo Arambašić te Goran Milić, a Darko Kolak iz Tihaljine poginuo je. 
Na Malu Gospu, 8. rujna 1994. godine, u Cernu, između Ljubuškoga i Međugorja, poginuo je u prometnoj nesreći Denis Opačak, pripadnik postrojbi HVO-a.
Najžešći napadi tijekom rata dogodili su se 14. rujna 1993. godine kod Drežnice između Mostara i Jablanice. U selu Vrdi Brđani su držali položaje na samoj bojišnici. Bilo je 29 hrvatskih branitelja na prvoj crti bojišnice, a napadi su neprekidno trajali 19 dana. Napadale su ih specijalne snage Muslimana potpomognute plaćenicima iz apraskih zemalja, mudžahedinima. Iako je na Vrdima u tom razdoblju poginulo desetak Gruđana, svi su Brđani ostali živi i nitko nije bio ranjen.
Brđani su bili raspoređeni u više postrojbi, a najviše ih je bilo u bunkerima na prvoj crti bojišnice. Neki su bili pripadnici vojne policije, neki u vezi, a neki u topništvu te u kuhiniji. Bez obzira na to gdje su bili, dali su neizmjeran doprinos u obrambenom Domovinskom ratu.
Čak 55 hrvatskih branitelja žitelja Drinovačkoga Brda uključilo se u Domovinski rat, a mnogobrojni su potomci s Drinovačkoga Brda, diljem Republike Hrvatske, sudjelovali u obrani domovine te su sahranjeni uz visoke vojne počasti.